# Trichophthalma fullerae
Trichophthalma fullerae är en tvåvingeart som beskrevs av Paramonov 1953. Trichophthalma fullerae ingår i släktet Trichophthalma och familjen Nemestrinidae. Inga underarter finns listade i Catalogue of Life.